# Enrico di Kalden
Enrico di Kalden, in tedesco Heinrich von Kalden, (1175 circa – dopo il 1214) fu un ministeriale al servizio dei re tedeschi Enrico VI, Filippo, Ottone IV e Federico II e maresciallo dell'impero.

## Biografia
Enrico probabilmente era un figlio del nobile francone Enrico III Testa di Pappenheim, maresciallo imperiale dell'imperatore della dinastia Hohenstaufen Federico Barbarossa. Gli storici hanno ipotizzato che Enrico III Testa e Enrico di Kalden siano la stessa persona, ma ricerche recenti tendono a supporre siano stati rispettivamente padre e figlio. Sono anche ricordati come i costruttori del castello di Kaltenburg, eretto tra il 1150 e il 1180.

### Enrico IIITesta
La dinastia Pappenheim aveva ricoperto ereditariamente l'ufficio maresciallo dal 1100 circa. Enrico III Testa fu uno dei capi della Terza Crociata e fu al servizio del figlio e successore dell'imperatore Federico Barbarossa, Enrico VI, mentre quest'ultimo era ancora solo re dei Romani. Partecipò alla sua campagna del 1190/91 per conquistare il regno siciliano per diritto matrimoniale (era infatti sposato con la principessa normanna Costanza d'Altavilla, figlia postuma di Ruggero II di Sicilia). Partecipò all'assedio di Napoli, un assedio fallimentare e tolto precipitosamente a causa dell'intenso caldo estivo, delle epidemie e della carenza di rifornimenti; l'imperatrice Costanza fu lasciata indietro e addirittura catturata (venne successivamente rilasciata nel 1192). Enrico III Testa tornò in Germania e probabilmente morì nel 1191 a Montecassino.

### Enrico di Kalden
Enrico di Kalden succedette a suo padre come maresciallo imperiale, prestando servizio presso l'Imperatore Enrico VI. Nel 1194, quando Enrico VI alla fine sottomise la penisola e poté invadere la Sicilia, il suo maresciallo era con lui. Di ritorno in Germania, trascorse il Natale del 1195 con l'imperatore presso il palazzo Imperiale di Hagenau. Enrico di Kalden fu nuovamente inviato a Catania, dove lui e Marcovaldo di Annweiler sconfissero un grande esercito ribelle di nobili siciliani nel 1197, saccheggiarono la città e catturarono il suo vescovo Ruggero. Enrico fu uno dei capi della crociata del 1197 e condusse l'esercito imperiale ad Acri a settembre; tuttavia, i principi tedeschi gli negarono il loro supporto e scelsero come comandante il duca Enrico I di Brabante. Però, quando i crociati vennero a sapere della morte dell'Imperatore Enrico a Messina, dovettero tornare in Germania per proteggere le loro proprietà.
Enrico rimase un fedele sostenitore della dinastia Hohenstaufen ed entrò al servizio del fratello e successore di Enrico VI in Germania, il duca Filippo di Svevia. Nella disputa per il trono contro il principe della dinastia Welfen, Ottone IV, aiutò Filippo contro le forze del langravio Ermanno I di Turingia nel 1204 e contro i cittadini di Colonia nel 1206, così come nelle trattative con papa Innocenzo III.
L'8 giugno 1208, tuttavia, Filippo fu assassinato dal conte palatino bavarese Ottone VIII di Wittelsbach. Enrico di Kalden ricevette il permesso dal papa di rintracciare e giustiziare Ottone per vendicare la morte del suo sovrano. Catturato, Enrico lo giustiziò tagliandoli la testa a Oberndorf, sul Danubio, vicino a Ratisbona. Nonostante la lealtà alla casata degli Hohenstaufen, accettò la situazione politica che si era andata a delineare dopo la morte di Filippo e si unì all'imperatore Ottone IV, recentemente incoronato, di cui divenne il consigliere più stretto, organizzando il matrimonio di Ottone con la figlia di Filippo, Beatrice, e plasmando un'aggressiva politica siciliana.
Dopo l'incoronazione a re di Germania del figlio di Enrico VI, Federico II, avvenuta nel dicembre 1212, la situazione di Ottone si aggravò e il maresciallo tornò all'ovile degli Hohenstaufen. È documentato per l'ultima volta in alcuni atti del 1214.